# Willy Wolff (Maler)
Moritz Martin Willy Wolff (* 5. Juli 1905 in Dresden-Trachau; † 8. Juli 1985 in Dresden) war ein deutscher Maler, Bildhauer und Grafiker. Er war Meisterschüler von Otto Dix und wurde um 1960 als DDR-Künstler mit seiner Adaption der Pop-Art bekannt.

## Leben

### Künstlerische Ausbildung
Mit 15 Jahren begann Willy Wolff 1920 eine bis 1924 dauernde Lehre in Dresden zum Kunsttischler, in der er vorwiegend mit der Anfertigung barocker Möbel beschäftigt war. Bei seiner Teilnahme am Holzarbeiterstreik 1921 lernte er anarchistische Gruppen kennen. In der Wirtschaftskrise 1924 wurde er entlassen. Als Wandervogel zog Willy Wolff 1924 erst von Berlin nach Rostock, wenige Wochen später von Berlin nach Hamburg. Seit 1929 war Wolff Mitglied der KPD und arbeitete in der Roten Hilfe mit. 1930 wurde er Mitglied der Assoziation revolutionärer bildender Künstler.
An der Staatlichen Kunstgewerbeschule Dresden besuchte Wolff von 1925 bis 1927 Weiterbildungskurse von Max Frey und er studierte von 1927 bis 1933 an der Kunstakademie Dresden anfangs bei Richard Müller und Georg Lührig, ab 1930 als Meisterschüler bei Otto Dix. Für seine Arbeiten erhielt Willy Wolff in den nächsten zwei Jahren jeweils eine Anerkennungsurkunde und nahm auch an der Ausstellung „Meisterschüler Deutscher Kunsthochschulen Dresden – Karlsruhe – Stuttgart“ teil. Nach ihrer Machtergreifung sorgten die Nationalsozialisten 1933 für die Entlassung von Dix. Mit ihm verließ Willy Wolff ebenfalls die Dresdner Kunstakademie. Er blieb aber obligatorisch Mitglied der Reichskammer der bildenden Künste und beteiligte sich an Ausstellungen.
Bis zu seiner Einberufung zum Dienst in der Wehrmacht 1940 lebte er von kleinen Verkäufen, vom Zeitungen austragen und von der Arbeit als „Stubenmaler“. Im April 1935 heiratete er Charlotte Erna Wischke. Widerwillig folgte er seiner Einberufung zur Wehrmacht. Gegen Kriegsende desertierte er 1945 und wurde auf seinem Weg nach Dresden zweimal fast gefasst, er kam nur davon, weil er sich verrückt stellte.

### Künstlerischer Neuanfang
Bei den Luftangriffen auf Dresden am 13. Februar 1945 ging der größte Teil seines bisherigen künstlerischen Werkes verloren, auch die Gemälde und Zeichnungen aus der Dix-Zeit, so dass er nach Kriegsende künstlerisch faktisch vor einem Neubeginn stand, bei dem der direkte Einfluss von Otto Dix und der Akademiezeit immer mehr verschwand. 1946 gründete Willy Wolff mit anderen Künstlern die Dresdner Künstlergemeinschaft „Das Ufer“ und war auch mit ihrer Gründung Mitglied im Verband Bildender Künstler (VBK-DDR). 1949 gehörte er mit Karl Erich Schaefer und Paul Sinkwitz zu den Künstlerkollektiven, die mit der Schaffung von Wandbildern für die Zweite Deutsche Kunstausstellung beauftragt wurden. Die Bilder sollten „die gesellschaftlichen Veränderungen in der Ostzone und den Charakter des Zweijahrplanes zum Ausdruck bringen …“
Auf einer Ausstellung in Schloss Branitz lernte Willy Wolff die Malerin Annemarie Koehler-Balden kennen, die aus der englischen Emigration zurückgekehrt war und mit der er 1952 zusammenzog und 1953 den Sohn Pan Wolff hat. 1956 heirateten beide.
Während sich Willy Wolff vor 1950 auf die Malerei richtete, stand danach bis zur Mitte der 60er Jahre die Zeichnung im Mittelpunkt seines Interesses. Bis 1954 waren es vor allem Pinsel und Rohrfeder. In den anschließenden sechs Jahren war es fast ausschließlich die Feder, mit der Wolff in äußerster Präzision den Gegenstandscharakter des Darzustellenden sowohl in ironischem als auch in beängstigendem Unterton hervorhob und seine Zeichnungen eine surrealistische Note gab. Besonderen Einfluss auf sein Werk hatten zwei Reisen, die er mit seiner Familie jeweils für einen Monat 1957 und 1958 nach London und Derby, Mittelengland unternahm. Zu jener Zeit begann sich in England wie in den USA die Pop-Art herauszubilden. Willy Wolff ließ sich von der Pop-Art inspirieren, um Jahre später eine eigene Variante zu entwickeln.
Als Führungsassistent der Staatlichen Kunstsammlungen Dresden, des Historischen Museums und im Grünen Gewölbe bis 1970 gelang es ihm 1959 bis 1971 jeweils eine Teilbeschäftigung zu finden, während er weiter freischaffend an seinem künstlerischen Werk arbeitet.

### Leben mit Ausstellungsverbot
1959 war für Willy Wolff künstlerisch eine Zäsur, in dem er seine Eindrücke auf den Auslandsreisen umsetzte. Seine Darstellung wechselte von der sachlich-präzisen, gegen Ende der 50er Jahre auch surrealen in eine Welt der abstrakten Formen. 1960 bis 1962 waren es vor allem Ritterhelme, die er als Führungsassistent in den Dresdner Kunstsammlungen bewunderte, und die er zeichnend analysierte und dabei immer stärker vereinfachte. 1963 bis 1964 entstanden gegenstandslose Strukturen, die seinem Naturell und Bedürfnis entsprechend Neues und Experimentelles ausprobierten. Unter dem Einfluss seiner Frau entstanden auch Collagen und Assemblagen aus Holzteilen. Seit 1967 entwickelte er seine eigene Art der Pop-Art, weshalb er auch meist als der „Andy Warhol der DDR“ galt. Seine neue Stilrichtung missfiel der Partei und der Staatsführung. Bis 1972 wurde Willy Wolff auf verschiedenen Ausstellungen, insbesondere auf den offiziellen Kunstausstellungen der DDR, nicht ausgestellt. Seine Personalausstellung in der Genossenschaftsgalerie Kunst der Zeit Dresden wurde 1968 schlichtweg verboten. Die Physiotherapeutin und Kunstsammlerin Ursula Baring (1907–2002) handelte sich die Ungnade der Partei und Staatsführung ein, weil sie seine und andere unliebsame Werke in ihrer Praxis in Dresden-Strehlen ausstellte. In der Deutschen Demokratischen Republik galt er lange Zeit als „offiziell nicht anerkannter Außenseiter“. Ein großer Verlust war auch der Tod seiner Frau Annemarie 1970. Willy Wolff litt darunter.

### Späte Anerkennung

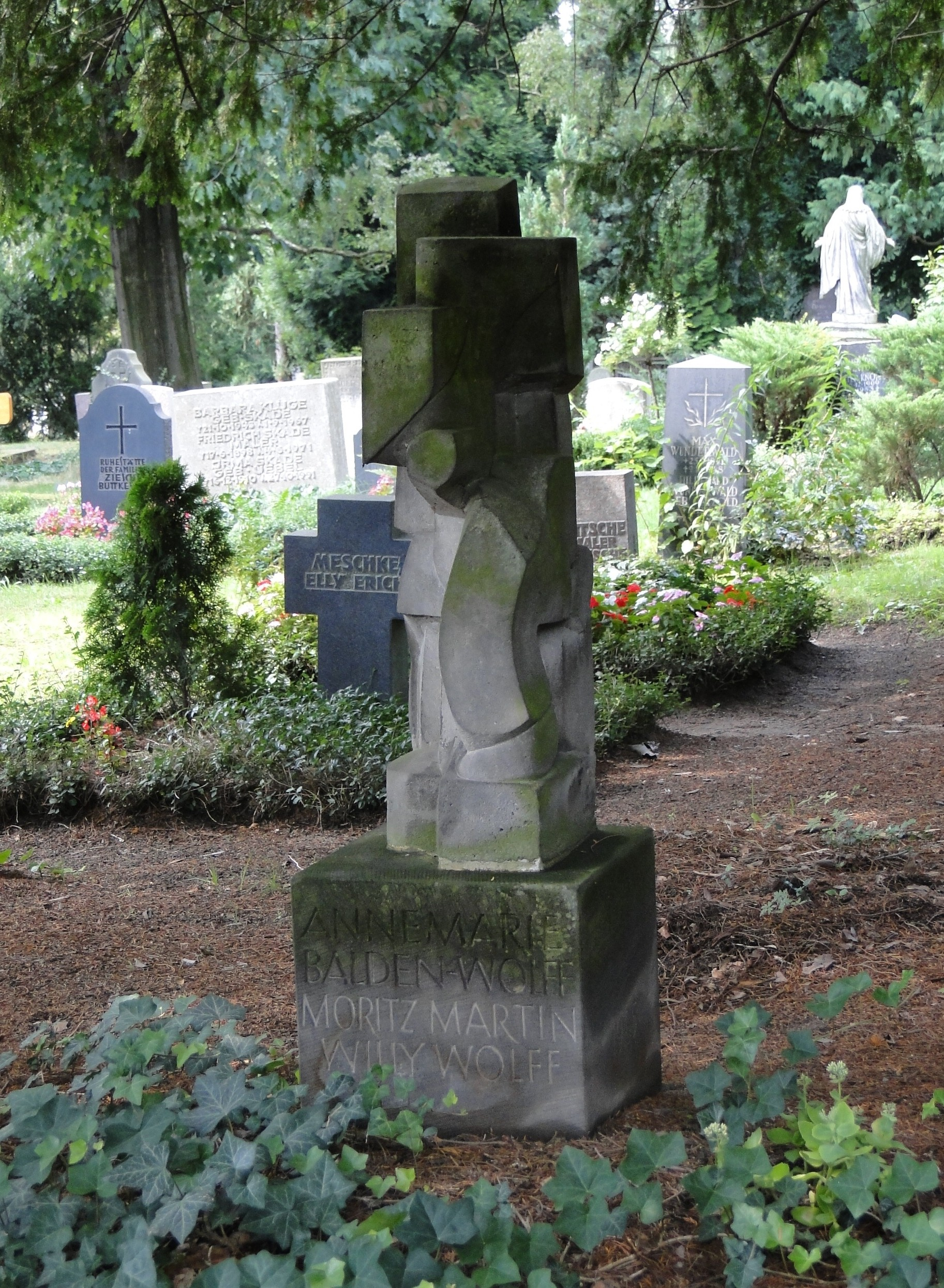
Grab von Annemarie Balden-Wolff und Willy Wolff auf dem Loschwitzer Friedhof

Aus gesundheitlichen Gründen musste Wolff 1970 das Malen aufgeben und experimentierte seit dieser Zeit mit unterschiedlichsten grafischen und plastischen Techniken, wie Monotypien, Collagen, Assemblagen und Objekten. Die Wiener Albertina erwarb in den 1970er Jahren Zeichnungen und Monotypien von Willy Wolff bei einer Ausstellung des Dresdner Kupferstich-Kabinetts in der Albertina. 1971 verkaufte Willy Wolff sein Gemälde „Das Liebespaar“ von 1932 an die Dresdner Galerie Neue Meister. Es war der erste offizielle Ankauf eines seiner Werke. Zögernd wurde sein künstlerisches Schaffen auch in der Deutschen Demokratischen Republik anerkannt. Nach langer Zeit folgte 1976 eine erste große repräsentative Ausstellung im Pretiosensaal des Schlosses und im Glockenspielpavillon des Zwingers in Dresden. 1979 wurde Willy Wolff mit dem Vaterländischen Verdienstorden in Bronze geehrt, den er „Durchhalteorden“ nannte. Aus Anlass des 80. Geburtstages zeigte die Galerie Neue Meister eine kleine Sonderausstellung mit Gemälden und Objekten von Willy Wolff. An der Eröffnung seiner Ausstellung in der Galerie am Schönhof in Görlitz konnte Wolff aus gesundheitlichen Gründen nicht mehr teilnehmen. Im Jahr 1985 verstarb er in seiner Dresdner Wohnung und Wirkungsstätte, Am Wachwitzer Höhenpark 6 im Alter von 80 Jahren. Sein Grab befindet sich auf dem Loschwitzer Friedhof.
Sein Nachlass befindet sich in der Sächsischen Landesbibliothek – Staats- und Universitätsbibliothek (SLUB) Dresden.

## Bedeutung
Seine Kunst, die am ehesten mit der Pop-Art vergleichbar ist, passte nicht in den zentral gelenkten sozialistischen Kunstbetrieb und so blieb sein Werk hier lange Zeit nur Insidern bekannt.

## Werke
- „Das Liebespaar“, 1932.
- „Flächige Komposition“, 1964.
- „Selbstbildnis“
- „Lenin zum 100. Geburtstag“
- Bildnis des Künstlers von Max Uhlig, 1971.

## Zitate
„Manche Leute sagen, ich sei sprunghaft; das bin ich nicht. Ich möchte aber Altbewährtes nicht strapazieren.“

„Die sechziger Jahre waren so, dass Willy Wolff das ganze Jahrzehnt über gar nicht ausgestellt hat. Erst 1968 hat das Dresdner „Kunst der Zeit“ versucht, eine Ausstellung zu machen, die ist abgesagt worden, und die damaligen Kollegen des „Kunst der Zeit“ haben sich viel Zeit gelassen mit dem Abbauen, haben die Bilder unten stehen lassen, und wer die Ausstellung noch sehen wollte, und das waren viele, konnten dann hingehen und das trotzdem sehen. Aber man kann also sagen, dass er in den sechziger Jahren (…) eigentlich für sich gearbeitet hat, weil er diesen öffentlichen Raum gar nicht hatte.“

„Das war glaube ich auch die Tragik seiner Biografie, dass er dann eigentlich geschnitten wurde. Also Curt Querner hat das mal schön gesagt: Der Willy Wolff hat sich den Arsch abgelaufen für dieses Land, für eigentlich seine Partei, für seine Genossen, und sie konnten sozusagen mit diesem Angebot, auch mit diesem intellektuellen Angebot für einen Sozialismus nichts anfangen. (…) Also da gibt es ja Parallelen, John Heartfield ist ja ähnlich, John Heartfield hat gesagt, er wäre der Designer des Sozialismus geworden, wenn man ihn gelassen hätte.“

## Ausstellungen (unvollständig)
- 1932: „Meisterschüler Deutscher Kunsthochschulen Dresden – Karlsruhe – Stuttgart“
- 1936 und 1938: „Vereinigung schaffender Künstler“ in der Städtischen Kunsthalle Dresden
- 1940: Dresdner Künstlerbund. Erste Ausstellung.
- 1940:  1. und 2. Herbstausstellung sowie Weihnachtsausstellung des Sächsischen Kunstvereins.
- 1941: Große Dresdner Kunstausstellung
- 1945: „Freie Künstler. Ausstellung Nr. 1“, Kunstakademie Dresden
- 1949: „Das Ufer. Gruppe Dresdner Künstler 1947“, Kunsthandlung Rudolf Richter in Dresden
- 1949: „10 Wandbilder entstehen“, Staatliche Akademie der Künste in Dresden
- 1950: „Der antike Mythos in der neuen Kunst“ der Kestner-Gesellschaft in Hannover
- 1951: „Das Ufer“, Staatliche Kunstsammlungen Dresden
- 1954: „Erste Bezirksausstellung des Verbandes Bildender Künstler Deutschlands“, Albertinum in Dresden
- 1955: Galerie Kunst der Zeit in Dresden anlässlich seines 50. Geburtstags
- 1956: „Kunstausstellung Dresdner und Stuttgarter Künstler“ im Albertinum, Dresden; „Kunstausstellung Dresdner und Stuttgarter Künstler“ in Frankfurt am Main; Haus der Heimat in Freital
- 1957: Kunstausstellung Dresden – Stuttgart; 3. Bezirkskunstausstellung
- 1960–1968: Genossenschaftsgalerie Kunst der Zeit Dresden
- 1976: Pretiosensaal des Schlosses und im Glockenspielpavillon des Zwingers in Dresden
- 1977: Kunsthalle Rostock; „Dresdner Kunst heute“ in der Galerie Nord in Dresden; „Von der Collage zur Assemblage – Aspekte der Material-Kunst in der DDR“, Berliner Nationalgalerie; „Collagen, Montagen, Frottagen von Künstlern der DDR“ in der Galerie am Sachsenplatz in Leipzig; „Revolution und Realismus“ der Staatlichen Museen zu Berlin im Alten Museum
- 1978: „Kontraste“ im Leonhardi-Museum in Dresden-Loschwitz; „Farbige Grafik in der Kunst der DDR (II)“ im Staatlichen Museum in Schwerin; 10. Kunstausstellung des Bezirkes Dresden
- 1978: „Revolution und Realismus. Revolutionäre Kunst in Deutschland 1917 bis 1933“, Staatliche Museen zu Berlin
- 1979:  „Weggefährten Zeitgenossen“ im Alten Museum in Berlin
- 1979: „Die ersten Jahre. Bildende Kunst in der DDR 1949–1955“, Club der Kulturschaffenden „Johannes R. Becher“ in Berlin
- 1979: „Besinnung und Erneuerung. 25 Jahre Kunst der Zeit“, Galerie Kunst der Zeit in Dresden
- 1980: „Zeichnungen. Berliner und Dresdner Künstler“ in der Galerie im Turm in Berlin; „Zeichnungen. Berliner und Dresdner Künstler“ im Pretiosensaal des Dresdner Schlosses; Galerie Arkade, Berlin; Galerie Am Sachsenplatz, Leipzig; Kleine Galerie, Meerane; 6. Berliner Grafikmarkt der Pirckheimer Gesellschaft
- 1980: „Kunst im Aufbruch. Dresden 1918–1933“, Staatliche Kunstsammlungen Dresden
- 1981: „Kunst der DDR“ im Musée d´Art Moderne de la Ville de Paries; Galerie Mitte, Dresden
- 1982: bis 1983 IX. Kunstausstellung der DDR;  „Frühstück im Freien“ Leonhardi-Museum Dresden
- 1983: „Druckgraphik der DDR. Arbeiten der alten Künstler-Generation“, Staatliches Museum Schloss Burgk
- 1983: Galerie Kunst der Zeit, Dresden
- 1983: „Aus Dresdner Ateliers“, Kunstausstellung Kühl, Dresden
- 1984: „Assemblagen“ in der Kunst der Zeit, Dresden; „30 Jahre Kunst der Zeit Dresden“ in der Genossenschaftsgalerie „Kunst der Zeit“; „Das Ufer Gruppe 1947. Dresdner Künstler 1947 – 52“ im Pretiosensaal des Dresdner Schlosses; „Plastik aus Dresden 1945–1984“ in der Galerie Rähnitzgasse in Dresden
- 1985: Staatlichen Kunstsammlungen Dresden „Dresden. Bekenntnis und Verpflichtung“ im Albertinum; „Grafik aus Dresdner Werkstätten“ in der Galerie Rähnitzgasse in Dresden; Sonderausstellung Galerie Neue Meister in Dresden; Galerie am Schönhof, Görlitz; Galerie Comenius, Dresden
- 1987: „Von Merz bis heute“, Staatliches Lindenau-Museum, Altenburg
- 1988: Angermuseum Erfurt; Sonderausstellung Galerie Oben, Karl-Marx-Stadt
- 1989: „Kunst - Akademie - Dresden. Malerei, Grafik, Plastik von Lehrern und Schülern im 20. Jahrhundert“, Hochschule für Bildende Künste Dresden
- 1990: Galerie der Berliner Graphikpresse, Brunnenstraße
- 1995: „Dix-Schüler – Nähe und Distanz“, Kunstsammlungen Gera, Orangerie / Otto-Dix-Haus Hemmenhofen
- 2000: Leonhardi-Museum Dresden, Textilmuseum Forst
- 2003: „Kunst in der DDR“ eine Retrospektive der Nationalgalerie in der Nationalgalerie in Berlin; „Kunst der sechziger Jahre vom Atlantik bis zum Ural“ in der Städtischen Galerie Karlsruhe
- 2004: „Kunst in der DDR“ eine Retrospektive der Nationalgalerie in den Kunst und Ausstellungshallen in Bonn
- 2005: Personalausstellung anlässlich des 100. Geburtstages in der Galerie Finckenstein Dresden; Galerie am Blauen Wunder 14. Sommerausstellung „Sächsische Kunst – Kunst des 20. Jahrhunderts“ im Kabinett: Willy Wolff zum 100. Geburtstag
- 2006: „Willy Wolff zum Hundertsten“ in der Städtischen Galerie Dresden
- 2011/12: „Neue Sachlichkeit in Dresden. Malerei der Zwanziger Jahre von Dix bis Querner“, 1. Oktober 2011 – 8. Januar 2012, Kunsthalle im Lipsius-Bau, Dresden